# Hans Günther Ludwig
Hans Günther Ludwig ist ein ehemaliger deutscher Basketballspieler.

## Laufbahn
Ludwig wurde mit BSC Saturn Köln 1981 sowie 1982 deutscher Meister und 1983 deutscher Pokalsieger.
Im Hemd der bundesdeutschen Nationalmannschaft nahm er 1981 in der Tschechoslowakei an der Europameisterschaft teil.